# Erythrococca welwitschiana
Erythrococca welwitschiana là một loài thực vật có hoa trong họ Đại kích. Loài này được (Müll.Arg.) Prain mô tả khoa học đầu tiên năm 1911.